# Passauer Neue Presse

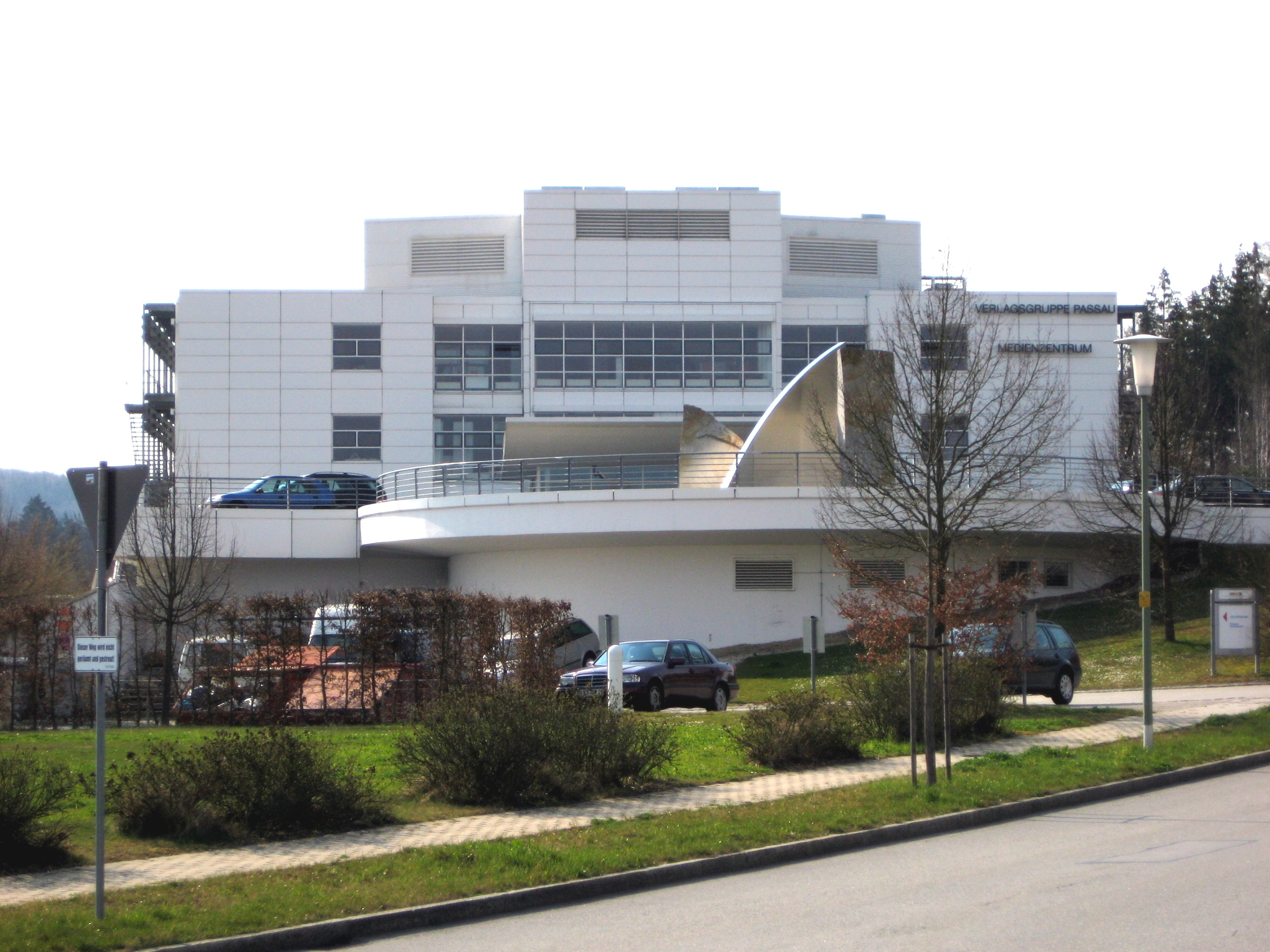
Förlagshuset i Passau.

Passauer Neue Presse (förkortas PNP) är en tysk regional dagstidning för östra Niederbayern, grundad 1946 av Johannes Kapfinger. Tidningen ägs av Verlagsgruppe Passau och har sin huvudredaktion i staden Passau. Den sålda tryckta upplagan inklusive alla lokala utgåvor uppgick till 163 117 exemplar under 2:a kvartalet 2016. Chefredaktör är sedan 2009 Ernst Fuchs.

## Utbredningsområde och lokalutgåvor
Tidningen distribueras huvudsakligen i östra och sydöstra Niederbayern samt i östra Oberbayern (Landkreis Altötting). I större delen av området är tidningen enda lokaltidning.
PNP ges ut i totalt 20 lokala utgåvor, med visst lokalt redaktionellt material men regionalt och överregionalt innehåll från modertidningen:
- Passaus stadsutgåva
- Landkreis Passau med Pocking, Hauzenberg och Untergriesbach
- Osterhofener Zeitung i Osterhofen
- Plattlinger Zeitung i Plattling
- Alt-Neuöttinger Anzeiger i Altötting och Neuötting
- Burghauser Anzeiger i södra Landkreis Altötting med Burghausen
- Grafenauer Anzeiger i Landkreis Freyung-Grafenau med Grafenau
- Bayerwald-Bote i Regen och Zwiesel samt Viechtacher Bayerwald-Bote i Viechtach
- Pocking och Griesbach
- Pfarrkirchen och Simbach
- Deggendorfer Zeitung i Deggendorf
- Vilshofener Anzeiger i västra Landkreis Passau och östra Landkreis Deggendorf
- Landauer Neue Presse i Dingolfing och Landau an der Isar
- Trostberger Tagblatt och Tranreuter Anzeiger i Landkreis Traunstein
- Südostbayerische Rundschau, Reichenhaller Tagblatt och Freilassinger Anzeiger i Landkreis Berchtesgadener Land